# Nicht die Regel
Nicht die Regel (Eigenschreibweise nicht die regel) ist ein Dokumentarfilm über Endometriose. Es ist der erste abendfüllende Dokumentarfilm im deutschsprachigen Raum zu diesem Thema.
Initiatorin und Produzentin ist die Wiener Dokumentarfilm-Produzentin Ranya Schauenstein, die selbst von der chronischen Erkrankung betroffen ist. Das Kernteam des Films besteht aus weiteren acht betroffenen Frauen. Die teaminterne Premiere fand am 2. September 2021 im Wiener Burg Kino statt und die Publikumspremiere am 8. September 2021 im Stadtkino Wien.
Im Zuge des Fernsehformats  „treffpunkt medizin“ wurde der Film am 18. Mai 2022 in ORF III ausgestrahlt.

## Handlung
Im Dokumentarfilm „nicht die regel“ erzählen drei von Endometriose betroffenen Frauen ihre Krankheitsgeschichte vom Leidensweg vor der Diagnose, über die Diagnose, bis zum Zeitpunkt der Entstehung des Films. Im Zuge dessen werden unterschiedliche Behandlungsmethoden besprochen, die von den Protagonistinnen erprobt wurden. Wichtig ist hierbei anzumerken, dass Endometriose bisher als unheilbar gilt und die vorkommenden Behandlungen keine Empfehlung darstellen, sondern wertfrei vorgestellt werden. Generell erhebt „nicht die regel“ keinen Anspruch darauf als wissenschaftliches Werk zu gelten. Durch Kommentare von Endometriose-Spezialisten aus unterschiedlichen medizinischen Disziplinen wird jedoch ein Überblick des Status quo des Krankheitsbildes und der Behandlungsmöglichkeiten gegeben. Zu Wort kommen unter anderem  Jörg Keckstein,  Gernot Hudelist und  René Wenzl.

## Produktion
Initiatorin und Produktionsleiterin ist Ranya Schauenstein. Mit einem Aufruf auf Facebook stellte sie ein Produktionsteam von acht weiteren betroffenen Frauen zusammen, die alle in der Medienbranche arbeiten. Insgesamt dauerte die Produktion des Dokumentarfilms knapp zweieinhalb Jahre. Bei „nicht die regel“ handelte es sich ursprünglich um einen No-Budget-Film. Die Finanzierung wurde unter anderem durch eine Crowdfunding-Kampagne auf der Plattform Startnext ermöglicht.